# Wladimir Mollow

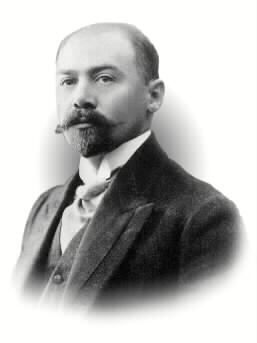
Wladimir Mollow

Wladimir Dimitrow Mollow (auch Vladimir Dimitrov Mollov geschrieben; bulgarisch Владимир Димитров Моллов; * 16. Juli 1873 in Kiew, Russisches Kaiserreich (heute Ukraine); † 29. April 1935 in Sofia, Bulgarien) war ein bulgarischer Politiker der Demokratischen Partei und Sohn des Politikers Dimitar Mollow.
Wladimir Mollow wurde am 16. Juli 1873 in Kiew in der Familie von Dimitar Mollow geboren, der nach der Befreiung Bulgariens von osmanisch-türkischer Herrschaft Arzt und Politiker in Sofia wurde. Wladimir hatte noch ein jüngerer Bruder, Wasil Mollow, der auch Arzt war.
Im Jahre 1890 schloss Wladimir Mollow das Erste Sofioter Gymnasium und im 1894 Jura an der Moskauer Universität. Nach einigen Praxisjahren in Westeuropa kehrte er nach Sofia zurück, wo er 1900 Dozent für Strafrecht an der Sofioter Kliment Ohridski Universität wurde. Er blieb bis zu seinem Tode Dozent, wobei er zwischen 1905 und 1906 zum Dekan der Juristischen Fakultät und 1924 zum Professor ernannt wurde. Seit 1906 war er Mitglied der Bulgarischen Literarischen Gesellschaft (die heutige Bulgarische Akademie der Wissenschaften).
Als Politiker der bulgarischen Demokratischen Partei wurde er mehrmals zum Abgeordneten im Parlament gewählt. Mollow war Bildungsminister (1910–1911) im zweiten und Minister für Post, Eisenbahn und Telegrafen (1918) im dritten Kabinett von Aleksandar Malinow. Nach der 9-ten Juni Putsch von 1923, gehörte Mollow zu jenen Politikern der Demokratischen Partei, die sich mit Andrei Ljaptschew zum Demokratischen Eintracht (bulg. Демократически сговор/Demokratitscheski Sgowor) zusammenschlossen. Zwischen 1926 und 1931 ist er Finanzminister im Kabinett von Andrei Ljaptschew. Als solcher trug er maßgeblich zu den Verhandlung zu der Gewährung des so genannten Flüchtlingskredit, der das mit Flüchtlingen aus dem Ersten Weltkrieg überfüllte Königreich Bulgarien verhelfen sollte, des so genannten Stabilisierungskredit, der dem Staatshaushalt konsolidieren sollte und dem Mollow-Kaphantaris-Abkommen, das die finanzielle Seite der hinterlassenen Immobilien und Besitz der vertriebenen Bulgaren in Griechenland regelte.
Wladimir Mollow verstarb am 29. April 1935 in Sofia.